# Paddock Lake
Paddock Lake é uma vila localizada no estado norte-americano de Wisconsin, no Condado de Kenosha.

## Demografia
Segundo o censo norte-americano de 2000, a sua população era de 3012 habitantes.
Em 2006, foi estimada uma população de 3150, um aumento de 138 (4.6%).

## Geografia
De acordo com o United States Census Bureau tem uma área de
5,7 km², dos quais 5,1 km² cobertos por terra e 0,6 km² cobertos por água. Paddock Lake localiza-se a aproximadamente 256 m acima do nível do mar.

## Localidades na vizinhança
O diagrama seguinte representa as localidades num raio de 12 km ao redor de Paddock Lake.